# 鈴木清 (内科医師)
鈴木 清（すずき きよし、1928年9月21日 - ）は、日本の医師、教育学者。青山学院大学名誉教授。

## 来歴・人物
愛知県出身。1945年（昭和20年）旧制愛知県立津島中学校（現・愛知県立津島高等学校）卒業。1953年（昭和28年）慶應義塾大学医学部卒業。
1954年（昭和2年）12月から1960年（昭和28年）3月まで慶応堂病院に在籍。この後、転出して東京医科歯科大学第二内科学講師。後に青山学院大学公衆衛生学教授、青山学院診療所長を務める。現在は青山学院大学名誉教授。